# 沃兹沃思学会
沃兹沃思学会（英文：Wadsworth Atheneum）是美国康涅狄格州首府哈特福德市中心一座城堡般的建筑，它是全美国最古老的公共艺术博物馆，康涅狄格州最大的艺术博物馆，广泛收藏法国和美国印象派绘画，哈得逊河学派风景画，现代主义杰作和当代艺术作品，以及美国早期家具和装饰艺术。

## 藏品

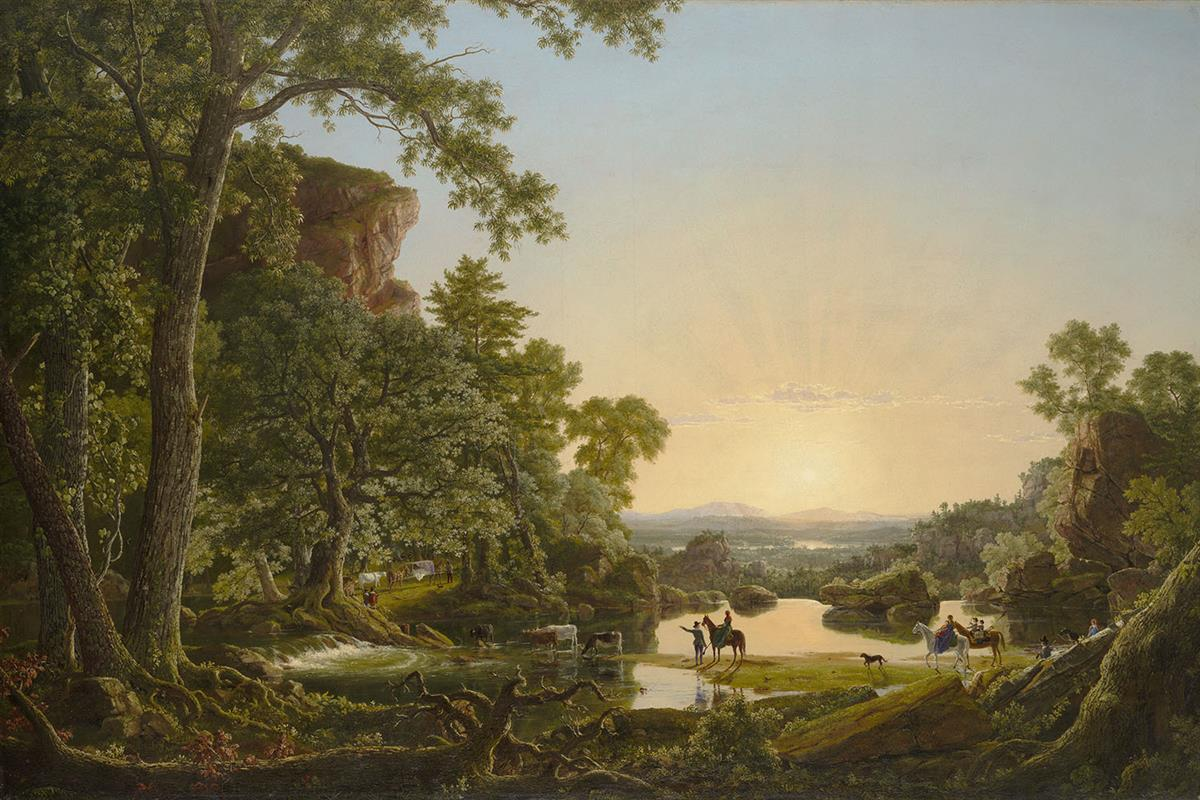
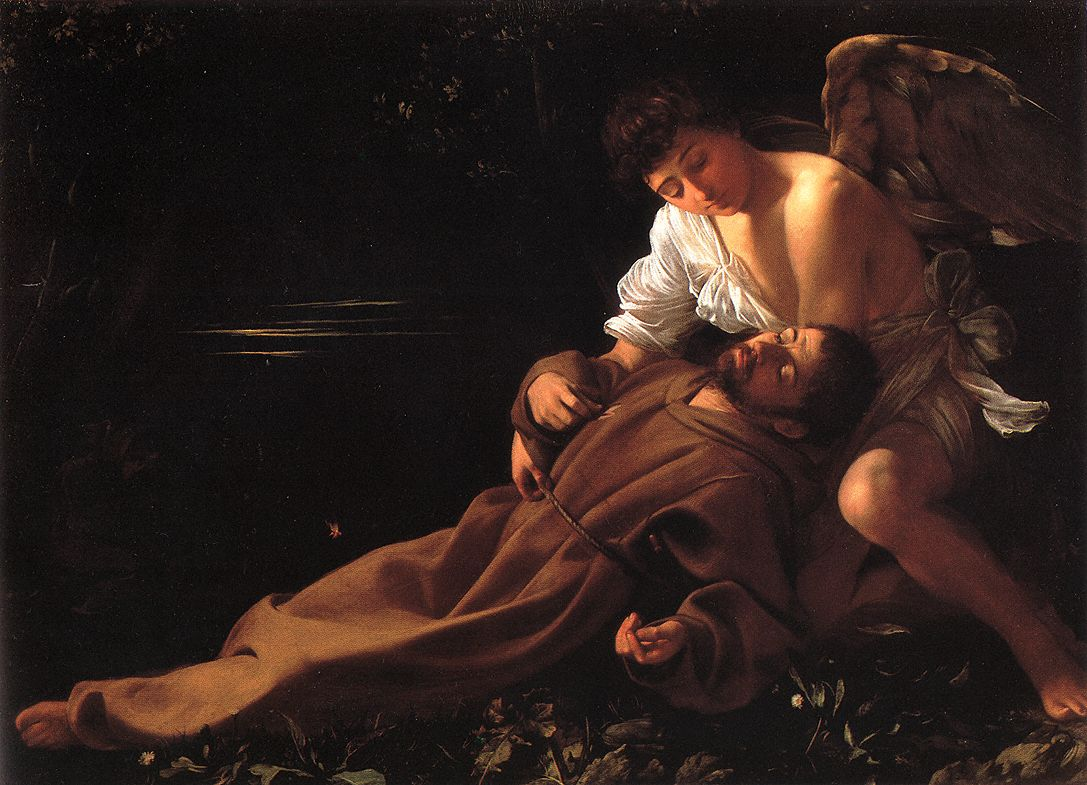
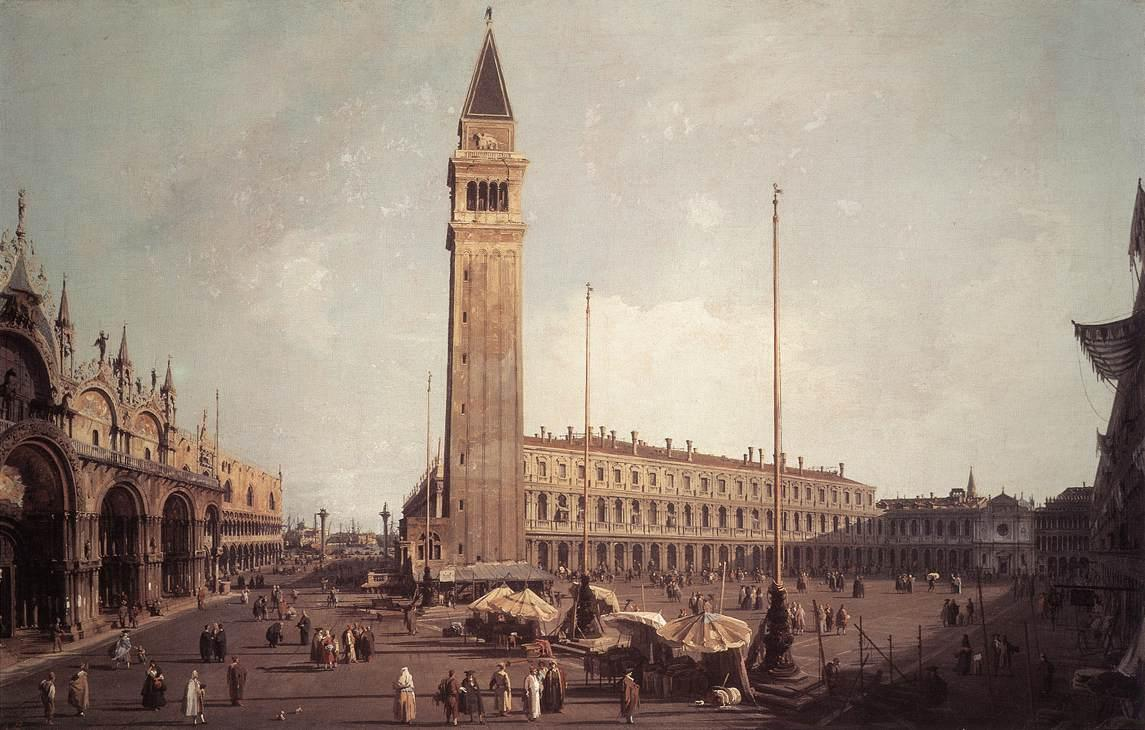
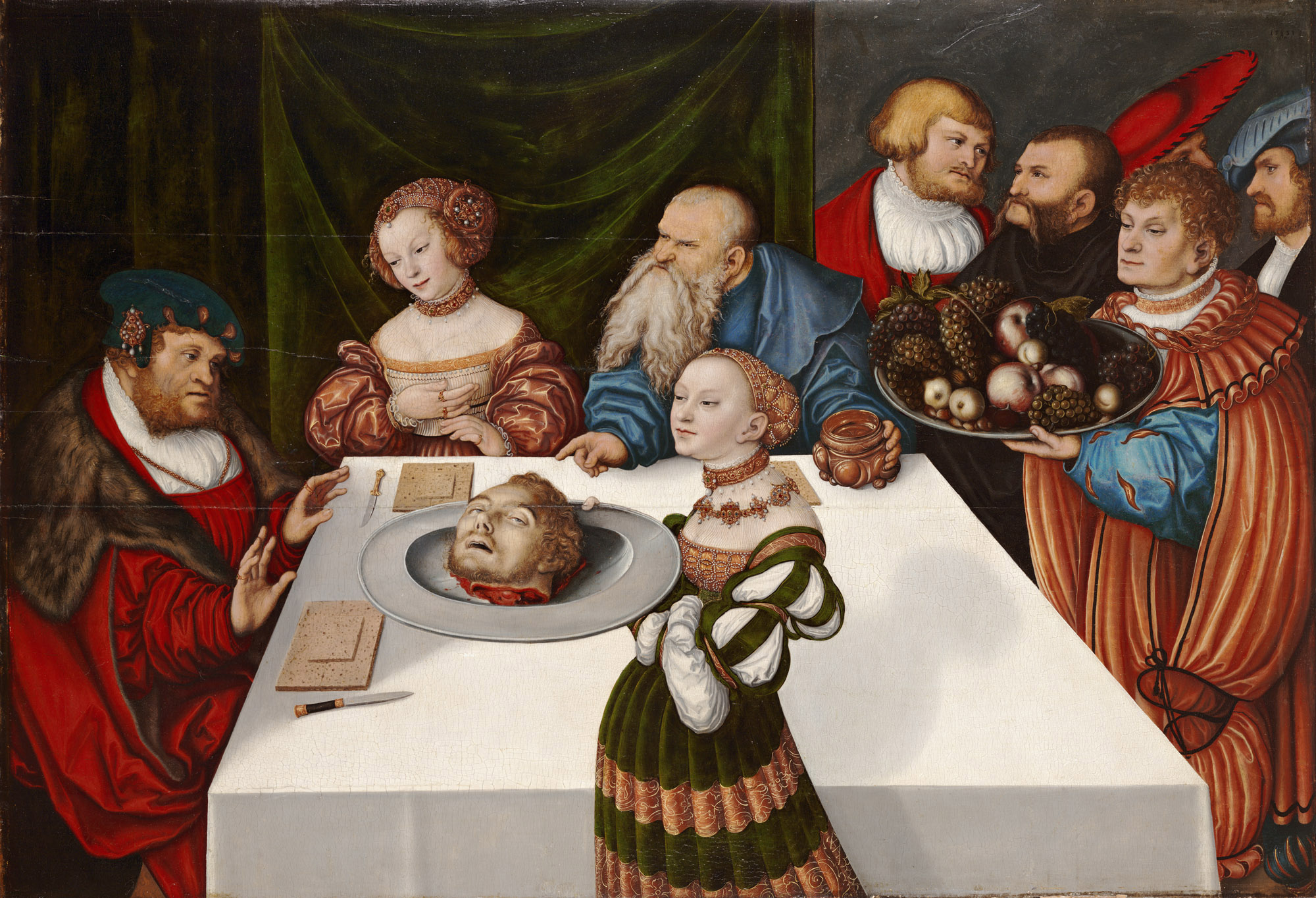
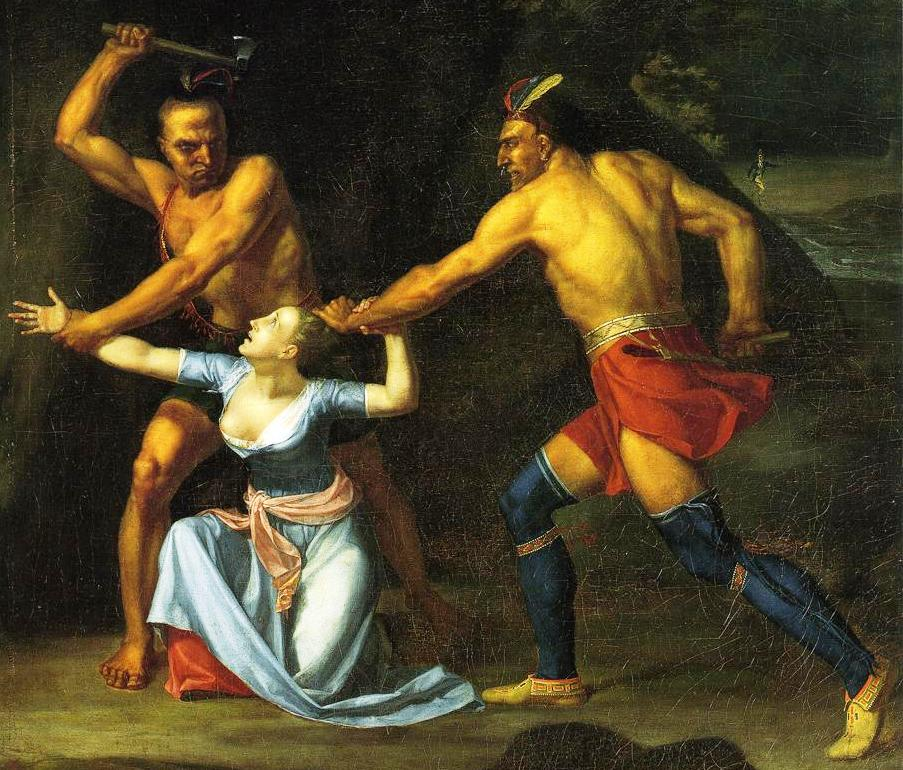
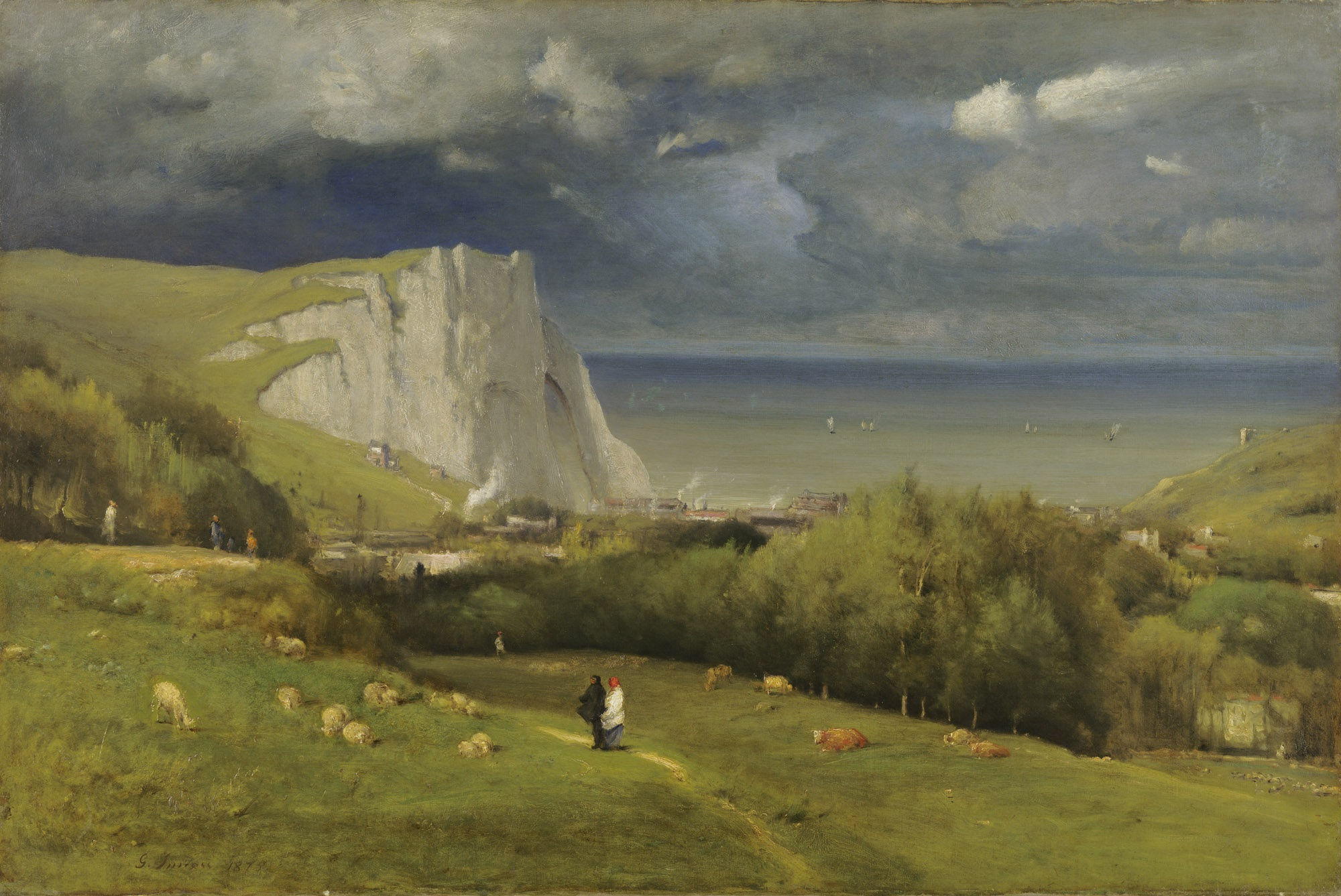